# Ceramic Column Grid Array

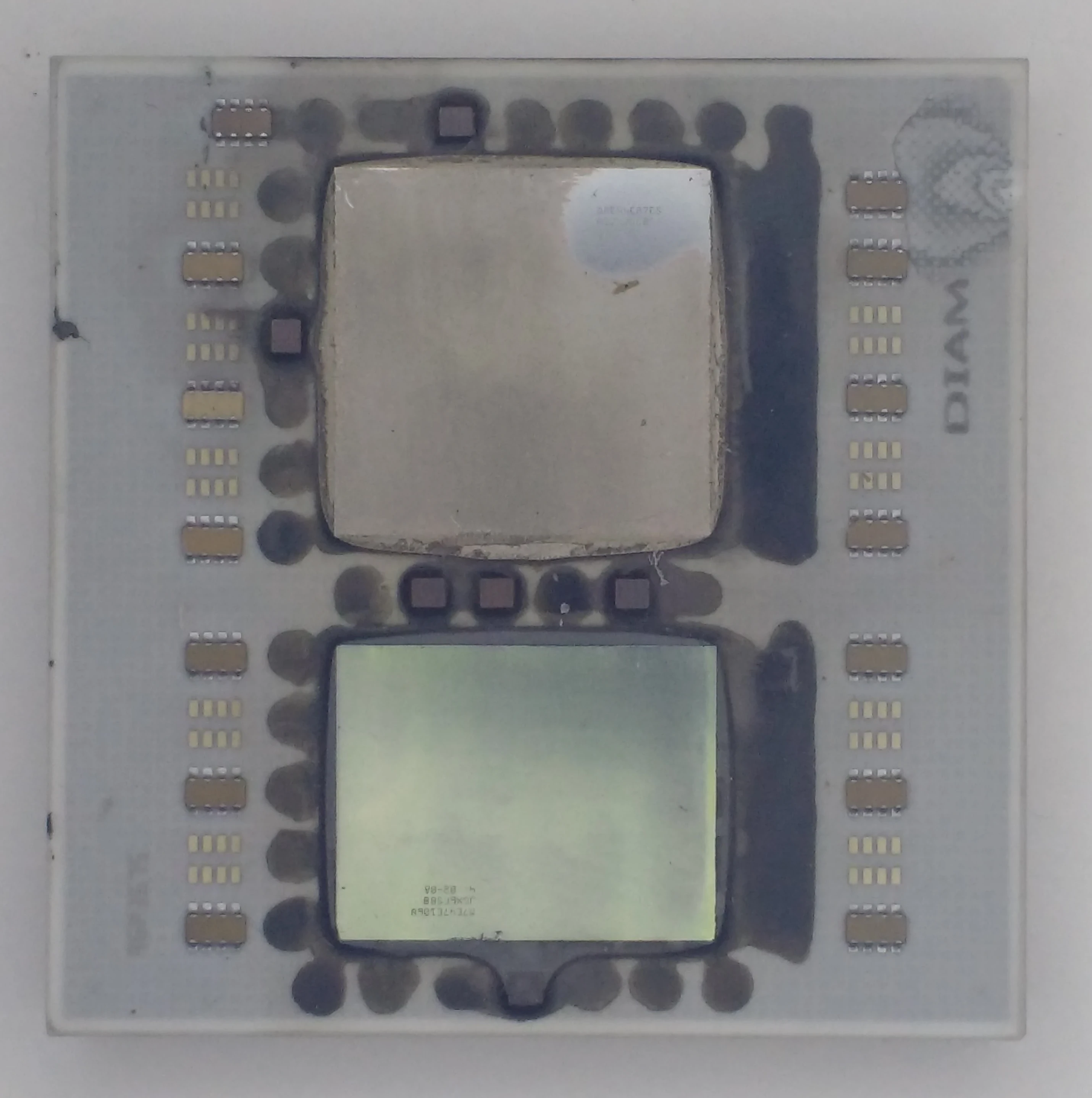
Der IBM 46P3675-Mikroprozessor hat ein CCGA-2577-Gehäuse

Das Ceramic Column Grid Array (CCGA, engl.) ist eine Gehäuseform von Integrierten Schaltungen. CCGA-Gehäuse zählen derzeit zu den zuverlässigsten Gehäusearten und werden in der Raumfahrt und im Bereich der Militärtechnik eingesetzt. Für diese Bereiche werden von Herstellern hochintegrierte Schaltungen wie Mikroprozessoren oder FPGAs auch in CCGA-Gehäusen angeboten. Für den zivilen Markt, und insbesondere für den Bereich der Konsumelektronik, sind diese Chipgehäuse wegen des hohen Bleianteils durch Handelsverbote in der EU im Rahmen der RoHS-Richtlinien nicht verfügbar.

## Aufbau
Auf der Unterseite des Gehäuses befinden sich säulenartige (engl. column, dt.: ‚Säule‘) Lötanschlüsse aus stark verbleitem Lot (Sn10/Pb90, auch Sn20/Pb80). Durch den hohen Bleianteil liegt die Löttemperatur höher als bei üblichen Weichlot mit einem Zinnanteil von über 60 %. Die so gebildeten „Säulen“ werden in einem Gitter wie beim Ball Grid Array angeordnet. Im Gegensatz zu diesem kollabieren die Anschlüsse beim Aufschmelzen des Lotes durch den hohen Bleianteil nicht und garantieren so einen festen Abstand zwischen der Unterseite des Gehäuses und der Leiterplatte. Auch ist die Sichtkontrolle mittels Endoskop durch den höheren Zwischenraum besser möglich.